# Stanowice (Silésie)
Pour les articles homonymes, voir Stanowice.
Stanowice est une localité polonaise de la gmina de Czerwionka-Leszczyny, située dans le powiat de Rybnik en voïvodie de Silésie.

## Histoire
De 1818 à 1922, Stanowitz fait partie de l'arrondissement de Rybnik dans le district d'Oppeln au sein la province de Silésie